# Arne Linderholm
Arne Linderholm (født 22. februar 1916, død 20. november 1986) var en svensk fodboldspiller (midtbane).
Linderholm spillede på klubplan for IK Sleipner i fødebyen Norrköping. Han spillede desuden fem kampe for Sveriges landshold, og repræsenterede sit land ved VM 1938 i Frankrig.